# 倉敷市立大高小学校
倉敷市立大高小学校（くらしきしりつ おおたかしょうがっこう）は、岡山県倉敷市堀南にある市立小学校。

## 沿革
《主要な出典：》
- 1873年（明治06年） - 要知小学を窪屋郡沖村に、明親小学を四十瀬村に、惜陰小学を福井村に、行輿小学を笹沖村に、進徳小学を白楽市村に設置[2]。
- 1880年（明治13年） - 要知小学と明親小学を統合して沖小学校（沖村に設置）とする。また、惜陰小学を富井小学校（富井村に設置）と、行輿小学を笹沖小学校と、進徳小学を日吉小学校とそれぞれ改称。
- 1887年（明治20年）4月 - 沖小学校、富井小学校、笹沖小学校の3校および日吉小学校の一部を統合して共進小学校を創設する[3]。
- 1889年（明治22年）6月1日 - 沖村・富井村・福井村などが合併して大市村が発足。また、笹沖村・吉岡村・白楽市村などが合併して葦高村が発足。
- 1890年（明治23年）4月 - 大市村葦高村学校組合が共進小学校の設置者となる[注釈 1][4]。
- 1901年（明治34年）
  - 4月1日 - 大市村と葦高村が合併して大高村が発足、本校は大高村立共進小学校となる。
  - 12月 - 共進小学校を大高尋常小学校と改称[2]。
- 1907年（明治40年）4月 - 高等科を併置して大高尋常高等小学校と改称[2]。
- 1908年（明治41年）4月 - 当時の所在地の表記は岡山県都窪郡大高村大字沖（番地は不詳）[5]。
- 1927年（昭和02年）4月1日 - 大高村が倉敷町（旧）・万寿村と合併して倉敷町が発足。倉敷町立となる。所在地の表記は岡山県都窪郡倉敷町大字沖。
- 1928年（昭和03年）4月1日 - 市制施行により倉敷市に移行。倉敷市立となる。所在地の表記は岡山県倉敷市大字沖。
- 1931年（昭和06年）4月 - 大高尋常小学校と改称。
- 1935年（昭和10年）10月10日 - 旧大字地番順改正により新町名となり、現在の所在地の表記に変更[6]。
- 1941年（昭和16年）4月 - 大高国民学校と改称。
- 1942年（昭和17年） - 火災により焼失[7][注釈 2]。
- 1947年（昭和22年）
  - 4月 - 学制改革により、倉敷市立大高小学校と改称。
  - 12月9日 - 昭和天皇が行幸（昭和天皇の戦後巡幸）[8]。
- 1971年（昭和46年）4月1日 - 学区を分離して葦高小学校を新設する[9]。
- 1977年（昭和52年）4月 - 旭丘小学校が開校[10]（連島東小学校内に仮設置）。
- 1978年（昭和53年）4月 - 本校学区から福井地区の一部が旭丘小学校の学区となる。
- 2008年（平成20年）4月1日 - 大高小学校の児童数が急激に増加したため、教室不足を解消するため倉敷南小学校が開校する。学区の一部が倉敷南小学校の学区になる[11]。

## 通学区域が隣接している学校
- 倉敷市立倉敷南小学校
- 倉敷市立中島小学校
- 倉敷市立中洲小学校
- 倉敷市立老松小学校
- 倉敷市立倉敷西小学校
- 倉敷市立葦高小学校